# Psychrophrynella boettgeri
Espèce
Synonymes
- Phrynopus boettgeri Lehr, 2006

Statut de conservation UICN

 EN B2ab(iii) : En danger
Psychrophrynella boettgeri est une espèce d'amphibiens de la famille des Craugastoridae.

## Répartition
Cette espèce est endémique de la province de Sandia dans la région de Puno au Pérou. Elle se rencontre dans le district de Limbani entre 2 600 et 4 192 m d'altitude dans la cordillère Orientale.

## Étymologie
Cette espèce est nommée en l'honneur de José Boettger.

## Publication originale
- Lehr, 2006 : New species of minute leptodactylid frogs from the Andes of Ecuador and Peru. Journal of Herpetology, vol. 20, no 3, p. 423-431.